# Île Janvrin
L'île Janvrin est une île du comté de Richmond, en Nouvelle-Écosse.
L'île est située dans la baie de Chedabouctou. Elle est reliée à l'Isle Madame, à l'est, par une chaussée. Il y a un village, Janvrin Harbour.
L'île est nommée ainsi en l'honneur de John Janvrin, un Jersiais qui reçut la propriété de l'île le 13 mars 1794.